# Post-Privacy
Post-Privacy (ausgesprochen britisch [pəʊst ˈpɹɪv.ə.si], amerikanisch [poʊst ˈpɹaɪ.və.si], übersetzt „Was nach der Privatheit kommt“) ist ein möglicher Gesellschaftszustand, in dem es keine Privatsphäre mehr gibt und Datenschutz nicht mehr greift. Der Begriff wurde vor allem Anfang der 2010er Jahre diskutiert.

## Entstehung und Abgrenzung
Der Begriff ist um das Jahr 2009 im Zusammenhang einer Debatte um Soziale Netzwerke im Internet entstanden. In dieser Debatte ging es darum, ob man sich weiterhin für Privatsphäre einsetzen sollte oder ob man angesichts der großen Menge privater Daten im Internet und deren einfacher Verteilbarkeit den Datenschutz aufgeben sollte, was der Post-Privacy-Haltung entsprechen würde. Eine Wertung, ob Post-Privacy eher eine notwendige Bürde oder aber eher einen Glücksfall darstellt, ist im Begriff „Post-Privacy“ nicht enthalten.
Gemeint ist nicht, dass ein jeder Mensch überwacht wird, so dass er für alle transparent ist, sondern dass all das, was irgendjemandem über einen Menschen bekannt ist, problemlos transparent gemacht werden kann.
Mit einem Verlust der Privatsphäre würden Informationen über soziale Kontakte, politische Einstellung, persönliches Weltbild, Informationen über finanzielle Probleme oder gar Angaben über gesundheitliche Probleme problemlos öffentlich gemacht werden können und könnten unter Umständen auch eine Person unter sozialen Druck setzen. Kritiker sehen daher mit Post-Privacy „nicht ein höheres Maß an Freiheit“ einhergehen, „sondern eine Ausweitung der Geltungsansprüche der Vielen auf jeden Einzelnen und damit eine Einschränkung des Möglichkeitsraums“.

## Gesellschaftliche Herausforderungen
Post-Privacy-Vertreter halten ein neues soziales Miteinander für nötig, um diesen Zustand zu bewältigen. Für sie stellt dieser Wandel keine Wunschvorstellung, sondern eine Herausforderung dar. Sie glauben, dass sich der Wandel technisch nicht verhindern lässt. Dadurch würde sich Datenschutz nicht mehr durchsetzen lassen. Aufgrund dessen solle sich nicht die Technik, sondern der Mensch anpassen.
Hintergrund der Vorstellung einer durch das Medium bedingten Rechtlosigkeit ist die Vorstellung, dass fast immer, wenn versucht werde, Informationsflüsse zu kontrollieren, sich ein „Overlay-Netzwerk“ bilde. Beispiele dafür seien z. B. Freenet oder GNUnet. Dieses biete dann angeblich wieder vollkommene Rechtlosigkeit. Die einzige Alternative sei die vollständige Kontrolle jeglicher Kommunikation durch staatliche Kontrolleure, welche filternd eingreifen könnten.
Für Ian Clarke, den Freenet-Gründer und Verteidiger eines rechtsfreien Internets, gibt es ebenfalls nur diese zwei Alternativen: „You cannot guarantee freedom of speech and enforce copyright law“. Er geht dabei davon aus, dass ein rechtsfreies Internet zu Meinungsfreiheit führen würde.
Manche Post-Privacy-Kritiker sehen diesen Konflikt ebenfalls. Statt der Überwachung der Kommunikation setzen sie jedoch auf Datensparsamkeit und Datenvermeidung, so dass möglichst keine kompletten Tabellen mit personenbezogenen Daten zentral abgerufen werden können. Ähnlich wie bei der Verwendung von DRM für Bilder, Texte oder Musik wird mit einem solchen Verfahren das Kopieren und zentrale Zusammenstellen der Daten aber nicht verhindert, sondern nur erschwert. Ist die schützenswerte Datei einmal in einem rechtslosen Netzwerk, kann die Verteilung nicht mehr aufgehalten werden. Versucht jemand die Datensparsamkeit so weit zu treiben, dass die Daten nicht einmal in dezentraler einzelner Form, sondern überhaupt gar nicht existieren, so wird zwar einer Verteilung dieser Daten noch besser vorgebeugt, sodass die Daten weniger für schädliches Verhalten genutzt werden können. Dafür ist die konstruktive Nutzung der Daten aber auch nicht mehr möglich.
Post-Privacy-Vertreter weisen darauf hin, dass durch Google, Street View, Facebook und andere Internetangebote die Grenze zwischen Privatsphäre und Öffentlichkeit weiter verschoben wurde. Was früher am Stammtisch geblieben sei, werde heute zum Beispiel über Twitter in alle Welt verbreitet. Ebenfalls weisen sie darauf hin, dass heute auch viel mehr Transparenz gefordert wird, wie z. B. einsehbare Gehälter.
Christian Heller weist in seinem Buch Post-Privacy – Prima leben ohne Privatsphäre darauf hin, dass manche Informationen schwer geheim gehalten werden können, und beschreibt folgenden Fall:
„Seine sexuelle Orientierung ist privat, und das soll sie auch bleiben. Er hat seine Rechnung allerdings ohne die Tüftler vom «Massachusetts Institute of Technology» (MIT) gemacht. Dort hat man ein Verfahren entwickelt, um die Homosexualität von Männern mit Facebook-Profil mit hoher Wahrscheinlichkeit zu ermitteln, selbst wenn sie weder Fotos einstellen noch Vorlieben egal welcher Art verkünden. Alles, was man dafür braucht, ist eine Analyse ihres sozialen Umfelds auf Facebook: Dort ist man ja vor allem, um mit Freunden, Verwandten und Bekannten in Kontakt zu bleiben. Oft genug (es lässt sich abstellen, aber so besorgt sind nur wenige) führt man sie sogar in einer für alle Welt sichtbaren Freundesliste auf. Am MIT fand man nun heraus: Ob ein Student schwul ist, lässt sich näherungsweise vorhersagen über einen bestimmten Anteil von Männern unter seinen Facebook-Freunden, die sich auf ihren eigenen Profilen als schwul outen.“